# Sasso di Bosconero
Il Sasso di Bosconero è una montagna delle Dolomiti alta 2.468 m. s.l.m., la cima più alta del Gruppo del Bosconero, a sua volta delimitato dalla bassa Val Zoldana, dalle valli del Cervegana e del torrente Rite (Passo Cibiana) e dalla valle del Piave (tra Ospitale di Cadore e Longarone).

## Descrizione
Si tratta di un gruppo molto articolato, di forma quasi triangolare, i cui vertici sono costituiti dal Bosconero vero e proprio a sud, dal Castelaz e dallo Spiz di San Piero a ovest e dal Sassolungo di Cibiana a nord-est. Le cime maggiori (Sforniòi di Mezzo, Sasso di Bosconero, Sasso di Toanella) superano i 2.300-2.400 m. s.l.m.
Dal punto di vista geologico, è composto da rocce formate da dolomia con marne e calcari di diverse colorazioni, talora molto evidenti. Alla sua base sorge il rifugio alpino "Bosconero" (seguire dal lago di Pontesei il sentiero 490 - 1,45/2 h - circa 650 m di dislivello). La vetta fu conquistata il 19 settembre 1878 da Santo Siorpaes, C. Tomè e G. Merzbacher.
Molto remunerativa è la via dell'Antespigolo aperta da Leonardo Pretto e Bianco De Pellegrini nel 1964 che sale il primo grande contrafforte del versante ovest del Sasso con difficoltà di IV e IV+ UIAA per un'altezza di 600 m. È l'itinerario alpinistico più ripetuto delle pareti del Sasso. Altre vie salgono per il versante settentrionale e lo spigolo nord ovest, rispettivamente la Pomarici-Costantini (1967) e la Angelini-Sperti (1924).